# 村山早紀
村山 早紀（むらやま さき、1963年1月17日 - ）は、日本の児童文学作家。長崎県生まれ。

## 略歴・人物
活水女子大学文学部日本文学科卒業。1993年刊『ちいさいえりちゃん』で第15回毎日童話新人賞最優秀賞および第4回椋鳩十児童文学賞を受賞。
また、2017年本屋大賞に『桜風堂ものがたり』がノミネートされ5位入賞、2018年本屋大賞に『百貨の魔法』がノミネートされ9位入賞を果たした。
主な作品は『シェーラひめのぼうけん』『新シェーラひめのぼうけん』シリーズ、『風の丘のルルー』シリーズ、『はるかな空の東』などであり、近年は風早の街を舞台にした『コンビニたそがれ堂』シリーズ、『カフェかもめ亭』シリーズ等が人気を博している。
実弟は長崎放送アナウンサーの村山仁志。彼もまた2009年以降、作家としても活動している。父親（故人）は元海上自衛官。

## 作品リスト

### 単行本

#### 幼年向け
- ちいさいえりちゃん（1993年3月 あかね書房）ISBN 4-251-03720-0[13]
- なぞなぞあみちゃん（1995年4月 佼成出版社 どうわほのぼのシリーズ）ISBN 4-333-01716-5[14]
- いっしょなの（2004年8月 佼成出版社　おはなしドロップシリーズ) ISBN 4-333-02078-6[14]

#### 中・高学年向け
- 百年目の秘密（1994年3月 あかね書房 あかねワンダー・ボックス）ISBN 4-251-06563-8[13]
- はるかな空の東 - クリスタライアの伝説（1997年1月 小峰書店 新こみね創作児童文学) ISBN 4-338-10708-1
  - はるかな空の東 (2017年5月 ポプラ文庫ピュアフル) ISBN 978-4-591-15465-6[15]＊1997年刊を大幅に加筆し、最終章を新規書き下ろし。
- 人魚亭夢物語（1999年8月 小峰書店）ISBN 978-4-338-08933-3[16]
- 七日間のスノウ（1999年10月 佼成出版社 おはなしよむよむシリーズ）ISBN 4-333-01889-7[14]
- 虹の物語（2004年11月 佼成出版社　きらきらジュニアライブ）ISBN 4-333-02113-8[14]
- 砂漠の歌姫（2006年12月 偕成社ポッシュ軽装版）ISBN 4-03-750010-8
- 黄金旋律 旅立ちの荒野（2008年12月 角川書店角川銀のさじシリーズ ISBN 9784048739061[17] / 2013年5月 PHP文芸文庫 ISBN 978-4-569-67990-7[18]) ※2008年刊を大幅に加筆[注 1]
- ルマの不思議なお店 三日月の魔法をあなたに（2010年1月 ポプラ社 新・童話の海6）ISBN 978-4-591-11475-9[19]

#### 高学年以上・一般向け
- ルリユール（2013年10月 ポプラ社 ISBN 978-4-591-13621-8[20] / 2016年3月 ポプラ文庫ピュアフル　ISBN 978-4-591-14936-2[21]）
- 百貨の魔法（2017年10月 ポプラ社　ISBN 978-4-591-14272-1[22] / 2021年4月 ポプラ文庫 ISBN 978-4-591-17005-2[23]）
- 魔女たちは眠りを守る（2020年4月 KADOKAWA ISBN 9784046047564[24] / 2022年11月　角川文庫　ISBN 9784046060518[25])
- 不思議カフェ NEKOMIMI（2023年1月 小学館）ISBN 9784093866682[26]
- さやかに星はきらめき（2023年11月　早川書房）ISBN 9784152102850[27]
- 街角ファンタジア　(2024年10月　実業之日本社) ISBN 978-4-408-53863-1[28]

### シリーズ作品

#### 魔法少女マリリン
- 青い石の伝説（1995年8月 教育画劇 スピカの創作文学）ISBN 4-87692-097-4[29]
- 時計塔の魔女（1996年6月 教育画劇 スピカの創作文学）ISBN 4-87692-564-X[29]
- 地下迷宮の冒険（2000年6月 教育画劇の創作文学）ISBN 4-7746-0484-4[29]
- 妖精の森へ（2002年11月 教育画劇の創作文学）ISBN 4-7746-0537-9[29]

#### シェーラひめのぼうけん
- 魔神の指輪（1997年4月 童心社フォア文庫 / 2002年6月 図書館版）
- うしなわれた秘宝（1997年9月 童心社フォア文庫 / 2002年8月 図書館版）
- ダイヤモンドの都（1997年11月 童心社フォア文庫 / 2002年9月 図書館版）
- 海賊船シンドバッド（1998年6月 童心社フォア文庫 / 2002年8月 図書館版）
- 空とぶ城（1998年11月 童心社フォア文庫 / 2002年8月 図書館版）
- 海の王冠（1999年9月 童心社フォア文庫 / 2002年9月 図書館版）
- ガラスの子馬（2000年3月 童心社フォア文庫 / 2002年9月 図書館版）
- 闇色の竜（2000年11月 童心社フォア文庫 / 2002年5月 図書館版）
- 魔法の杖（2001年6月 童心社フォア文庫 / 2002年5月 図書館版）
- 最後の戦い（2002年3月 童心社フォア文庫 / 2002年3月 図書館版）
- シェーラ姫の冒険 愛蔵版（上、下） (2019年3月 童心社)

#### 新シェーラひめのぼうけん
- ふたりの王女（2003年3月 童心社フォア文庫 / 2007年2月 図書館版）
- 旅だちの歌（2003年9月 童心社フォア文庫 / 2007年2月 図書館版）
- ペガサスの騎士（2004年3月 童心社フォア文庫 / 2007年2月 図書館版）
- 炎の少女（2004年9月 童心社フォア文庫 / 2007年2月 図書館版）
- 妖精の庭（2005年3月 童心社フォア文庫 / 2007年2月 図書館版）
- 風の恋うた（2005年9月 童心社フォア文庫 / 2008年1月 図書館版）
- 天のオルゴール（2006年3月 童心社フォア文庫 / 2008年1月 図書館版）
- 伝説への旅（2006年9月 童心社フォア文庫 / 2008年1月 図書館版）
- 死をうたう少年（2007年3月 童心社フォア文庫 / 2008年1月 図書館版）
- 天と地の物語（2007年9月 童心社フォア文庫 / 2008年1月 図書館版）
- 新シェーラ姫の冒険 愛蔵版（上、下） (2021年3月 童心社)

#### 風の丘のルルー
- 魔女の友だちになりませんか？（1999年1月 ポプラ社 ISBN 978-4-591-05898-5[30] / 2005年10月 ポプラポケット文庫 ISBN 978-4-591-08885-2[31]）
- 魔女のルルーとオーロラの城（1999年4月 ポプラ社 ISBN 978-4-591-06070-4[32] / 2006年1月 ポプラポケット文庫 ISBN 978-4-591-09037-4[33]）
- 魔女のルルーと時の魔法（1999年12月 ポプラ社 ISBN 978-4-591-06238-8[34] / 2006年4月 ポプラポケット文庫 ISBN 978-4-591-09178-4[35]）
- 魔女のルルーと風の少女（2000年7月 ポプラ社 ISBN 978-4-591-06506-8[36] / 2006年8月 ポプラポケット文庫 ISBN 978-4-591-09379-5[37]）
- 魔女のルルーと赤い星の杖（2001年1月 ポプラ社）ISBN 978-4-591-06657-7[38]
- 魔女のルルーと魔法使いの塔（2002年7月 ポプラ社）ISBN 978-4-591-07182-3[39]
- 魔女のルルーと楽園の島（2004年11月 ポプラ社）ISBN 978-4-591-08338-3[40]
- その本の物語 （上)（2014年7月 ポプラ文庫ピュアフル ISBN 978-4-591-14074-1[41]/2016年4月 図書館版 ISBN 978-4-591-14898-3[42]）[43] ※『風の丘のルルー』1巻と3巻が作中作として収録
- その本の物語 （下)（2014年7月 ポプラ文庫ピュアフル ISBN 978-4-591-14075-8[44]/2016年4月 図書館版 ISBN 978-4-591-14899-0[45])  ※『風の丘のルルー』4巻と5巻が作中作として収録

#### アカネヒメ物語
- オルゴールのひみつ（2001年4月 岩崎書店）
- 夢みる木馬（2001年12月 岩崎書店）
- たそがれの約束（2002年6月 岩崎書店）
- 春色のミュージカル（2003年3月 岩崎書店）
- 永遠の子守歌（2005年3月 岩崎書店）
- アカネヒメ物語（2017年12月 徳間文庫）[46]＊書下ろし「人魚姫の夏」を収録。

#### 天空のミラクル
- 天空のミラクル！タロットカードは死の歌をうたう（2005年4月 ポプラ社 Dreamスマッシュ！）ISBN 978-4-591-08605-6[47]
  - 【改題】天空のミラクル（2016年1月 ポプラ文庫ピュアフル）ISBN 978-4-591-14791-7[48]
- 天空のミラクル！月は迷宮の鏡（2006年11月 ポプラ社 Dreamスマッシュ！）ISBN 978-4-591-09462-4[49]
  - 【改題】天空のミラクル 夏の魔法 (2016年5月 ポプラ文庫ピュアフル) ISBN 978-4-591-15021-4[50]

#### ふしぎ探偵レミ
- ふしぎ探偵レミ 月光の少女ゆうかい事件（2008年1月 ポプラポケット文庫）ISBN 978-4-591-10055-4[51]
- ふしぎ探偵レミ なぞの少年と宝石泥棒（2008年6月 ポプラポケット文庫）ISBN 978-4-591-10378-4[52]
- ふしぎ探偵レミ なぞの少年とコスモスの恋（2008年10月 ポプラポケット文庫）ISBN 978-4-591-10535-1[53]

#### くるみの冒険
- くるみの冒険 1 魔法の城と黒い竜（2009年5月 童心社フォア文庫）ISBN 9784494028276[54]
  - くるみの冒険 1 魔法の城と黒い竜 (2016年3月 童心社 ハードカバー) ISBN 9784494020454[55]
- くるみの冒険 2 万華鏡の夢（2010年2月 童心社フォア文庫）ISBN 9784494028313[56]
  - くるみの冒険 2 万華鏡の夢(2016年3月 童心社 ハードカバー) ISBN 9784494020461[55]
- くるみの冒険 3 竜の王子 (2016年3月 童心社 ハードカバー) ISBN 9784494020478[55] ※フォア文庫版は既刊2巻。 完結巻である3巻はハードカバー版書き下ろし[57]

#### 海馬亭通信
- やまんば娘、街へゆく 由布の海馬亭通信（1994年4月 理論社）ISBN 4-652-00487-7
  - 【改題】海馬亭通信（2012年1月 ポプラ文庫ピュアフル）ISBN 978-4-591-12723-0[58]※書き下ろし中篇収録
- 海馬亭通信 ２（2012年3月 ポプラ文庫ピュアフル）ISBN 978-4-591-12887-9[59]

#### カフェかもめ亭
- ささやかな魔法の物語〜カフェかもめ亭〜（2001年12月 ポプラ社 ポプラの木かげ）ISBN 978-4-591-06893-9[60]
  - 【改題】カフェかもめ亭（2011年1月 ポプラ文庫ピュアフル）ISBN 978-4-591-12236-5[61]※書き下ろし中篇収録
- カフェかもめ亭 猫たちのいる時間（2014年3月 ポプラ文庫ピュアフル）ISBN 978-4-591-13934-9[62]

#### コンビニたそがれ堂
- コンビニたそがれ堂〜街かどの魔法の時間〜（2006年9月 ポプラ社）  
  - 【改題】コンビニたそがれ堂（2008年5月 ジャイブピュアフル文庫） / 2010年1月 ポプラ文庫ピュアフル / 2016年4月 図書館版）※加筆修正
- コンビニたそがれ堂 奇跡の招待状（2009年7月 ジャイブピュアフル文庫 / 2010年1月 ポプラ文庫ピュアフル / 2016年4月 図書館版）
- コンビニたそがれ堂 星に願いを（2010年5月 ポプラ文庫ピュアフル / 2016年4月 図書館版）
- コンビニたそがれ堂 空の童話（2013年1月 ポプラ文庫ピュアフル / 2016年4月 図書館版）
- コンビニたそがれ堂セレクション（2015年3月 ポプラ社）
  - 収録作品：あんず／人魚姫／星に願いを／天使の絵本（書き下ろし）／花明かりの夜に／エピローグ 風早の伝説
- コンビニたそがれ堂 神無月のころ （2015年9月 ポプラ文庫ピュアフル / 2016年4月 図書館版）
- コンビニたそがれ堂 祝福の庭（2016年12月 ポプラ文庫ピュアフル）
- コンビニたそがれ堂 小鳥の手紙（2018年3月 ポプラ文庫ピュアフル）
- コンビニたそがれ堂 猫たちの星座 (2019年2月 ポプラ文庫ピュアフル)
- コンビニたそがれ堂 花時計（2020年3月 ポプラ文庫ピュアフル）
- コンビニたそがれ堂異聞 千夜一夜 (2021年6月 ポプラ文庫ピュアフル)
- コンビ二たそがれ堂 夜想曲 (2024年7月 ポプラ文庫ピュアフル)

#### 竜宮ホテル
- 竜宮ホテル 迷い猫（2011年10月 三笠書房f-clan文庫）ISBN 978-4-8379-3600-8
  - 【改題】竜宮ホテル（2013年5月 徳間文庫）ISBN 9784198936952[46]  ※加筆修正、書き下ろし短編収録
- 竜宮ホテル 魔法の夜（2013年12月 徳間文庫）ISBN 9784198937751[46]
- 竜宮ホテル 水仙の夢（2016年2月 徳間文庫）ISBN 9784198940713[46]

#### 花咲家
- 花咲家の人々（2012年12月 徳間文庫）ISBN 9784198936389[46]
- 花咲家の休日（2014年9月 徳間文庫）ISBN 9784198938888[46]
- 花咲家の旅（2015年8月 徳間文庫）ISBN 9784198940003[46]
- 花咲家の怪（2016年10月 徳間文庫）ISBN 9784198941581[46]

#### かなりや荘浪漫
- かなりや荘浪漫 廃園の鳥たち（2015年3月 集英社オレンジ文庫）ISBN 978-4-08-680011-2[63]
  - かなりや荘浪漫 廃園の鳥たち （2019年11月 PHP文芸文庫) ISBN 978-4-569-76969-1[18]※書き下ろし短編収録
- かなりや荘浪漫 星めざす翼（2015年11月 集英社オレンジ文庫）ISBN 978-4-08-680046-4[63]
  - かなりや荘浪漫2 星めざす翼（2020年1月  PHP文芸文庫）ISBN 978-4-569-76986-8[18]※書き下ろし短編収録

#### 桜風堂ものがたり
- 桜風堂ものがたり（2016年9月 PHP研究所 ISBN 978-4-569-83108-4[18]/2019年3月 PHP文芸文庫 上巻 ISBN 978-4-569-76880-9 下巻 ISBN 978-4-569-76881-6[18])
- 星をつなぐ手－桜風堂ものがたりー（2018年8月 PHP研究所 ISBN 978-4-569-84074-1[18] / 2020年11月 PHP文芸文庫 ISBN 978-4-569-90085-8[18]）※文庫版に書き下ろし番外編収録
- 桜風堂夢ものがたり（2022年1月 PHP研究所 ISBN 978-4-569-85111-2[18] /2025年3月 PHP文芸文庫 ISBN 978-4-569-90467-2[18])
- 桜風堂夢ものがたり2 ー時の魔法ー（2025年4月 PHP研究所）ISBN 978-4-569-85900-2[18]

#### 風の港
- 風の港（2022年3月 徳間書店）ISBN 9784198651404[46]
- 風の港 再会の空（2025年1月 徳間書店）ISBN 9784198659448[46]

### その他の作品

#### 絵本
- ドロップドロップ（2009年1月 佼成出版社 みつばち絵本シリーズ）ISBN 978-4-333-02368-4[14]
- みまもりねこ (2025年2月 ポプラ社) ISBN 978-4-591-18517-9[64]

#### ノベライズ作品
- 春咲きコスモス物語（Jenny 93年春号（日本ヴォーグ社）掲載） - 着せ替え人形・ジェニーを主人公にした短編
- ひみつのポムポムちゃん とつぜんのシンデレラ (2020年5月 講談社) ISBN 9784065193761[65]
- ひみつのポムポムちゃん 夢見る歌姫 (2021年3月 講談社)ISBN 9784065219850[66]

#### 村山早紀+げみ
- 春の旅人（2018年3月 立東舎）ISBN 9784845631926[67]
- トロイメライ（2019年5月 立東舎）ISBN 9784845633708[68]
- 約束の猫 (2020年11月 立東舎) ISBN 9784845635573[69]

#### エッセイ他
- ポプラ世界名作童話(27)くるみわり人形 (2018年11月 ポプラ社) ISBN 978-4-591-16040-4[70]※E.T.A.ホフマンの作品を翻訳したもの
- 心にいつも猫をかかえて（2020年4月 エクスナレッジ）ISBN 9784767827353[71]
- 100年後も読み継がれる 児童文学の書き方 (2022年4月 立東舎) ISBN 9784845637294[72]

### アンソロジー作品
「」内が村山早紀の作品

#### 低学年向き
- ほんとうに心があったかくなる話 1年生（2005年1月 ポプラ社）「しあわせのメロディー

#### 中学年向き
- 心にしみるお母さんの話　3年生　(1997年6月　ポプラ社)「忍者母さん、けんざん！」
- スプラッシュ 元気がでる童話 4年生（2002年4月 ポプラ社）「りやちゃんメール」
- ゆうれいねずみがささやいた 平成うわさの怪談8（2003年12月 岩崎書店 / 2008年11月 岩崎書店）「公園のふしぎな女の子」
  - 『ゆうれいねずみがささやいた うわさの怪談Bunko8』として再刊
- 傘の舞った日　(2007年7月　新日本出版社　日本児童文学者協会)「トロイメライ」
- ちゃっかりハムスター 動物だいすき5 ドキドキする話（2008年3月 岩崎書店）「五千年ぶんの夜」
- ヒーローはだれだ へんしんライブラリー4（2008年12月 くもん出版）「くまくまの魔法」
- 学校の怪談5（2009年3月 偕成社）「さよなら、たそがれ通り」
- 学校の怪談8（2010年3月 偕成社）「3分の1の魔法」
- あなたのとなりにある不思議 ぞくぞく編（2016年12月 ポプラ社）「春の約束」

#### 中・高学年向き
- ひみつだよがいっぱい（1999年10月 童心社フォア文庫）「ひみつのゆうれい先生」
- ファンタジーの宝石箱vol. 3 タイム・バード（2004年10月 ぜんにち出版）「怪しいつぼの話」
- ファンタジーの宝石箱vol. 4 ハッピーコール（2004年10月 ぜんにち出版）「猫姫様」
- プリンセスがいっぱい5つのお話（2010年9月 文溪堂）「北の国のエーデルワィス姫」
- ねこの魔法使い マジカル★ストリート1（2011年2月 偕成社）「ねこの魔法使い」
- バレンタイン☆キューピッド マジカル★ストリート7（2012年2月 偕成社）「ふわにゃんの魔法」
- 本当にあった？世にも不可解なお話（2017年10月 PHP研究所）「あなたの世界に天使はいますか」

#### 高学年以上・一般
- 猫とわたしの七日間（2013年11月 ポプラ文庫）「踊る黒猫」
- となりのもののけさん（2014年9月 ポプラ文庫ピュアフル）「赤い林檎と金の川」[注 2]
- 5分間ノンストップショートストーリー　ラストでわかるだれの手紙　(2020年6月　PHP研究所) 「だれも知らない小さな祈り」

### 設定協力
- ジュエルペット てぃんくる☆の設定案協力[73][74]（テレビアニメ、テレビ東京）

## メディアミックス

### 朗読・語り聞かせ
- おはなしのくに『ちいさいえりちゃん』(NHK教育　2010年9月14日初回放送) 語り　八嶋智人[75]

大原さやか朗読ラジオ 月の音色〜radio for your pleasure tomorrow〜　
- - 第34回　朗読『コンビニたそがれ堂』より「あるテレビの物語」(2015年8月3日)[76] [注 3]
  - 大原さやか　月の音色朗読CD『コンビニたそがれ堂』(タブリエ・コミュニケーションズ 2016年3月30日)[77] 【DISC-1】「桜の声」【DISC-2】「あんず」

### ラジオドラマ
- 青春アドベンチャー『砂漠の歌姫』全10回(NHK-FM放送  2011年11月14日〜18日　21日〜25日[78]　再放送2014年10月13日〜17日　20日〜24日[79]) 出演　石川由依、岡幸二郎、樋口泰子、池田有希子ほか　音楽　光田康典